# Día de Colón

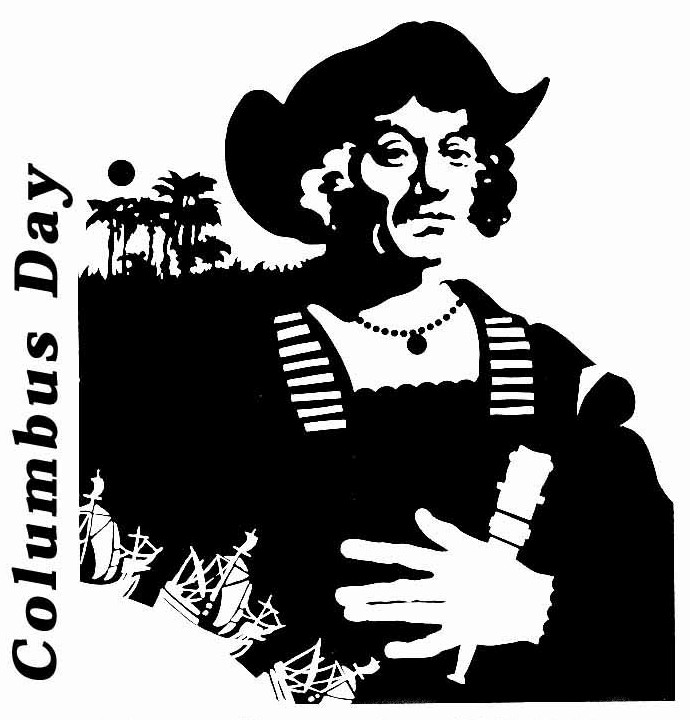
Imagen producida por el Departamento de Defensa de los Estados Unidos el año 2000.

El Día de Colón (en inglés Columbus Day) es la festividad nacional de los Estados Unidos en la que se conmemora la llegada de Cristóbal Colón al Nuevo Mundo en 1492, año del Descubrimiento de América. Se celebra el segundo lunes de octubre.

## Historia

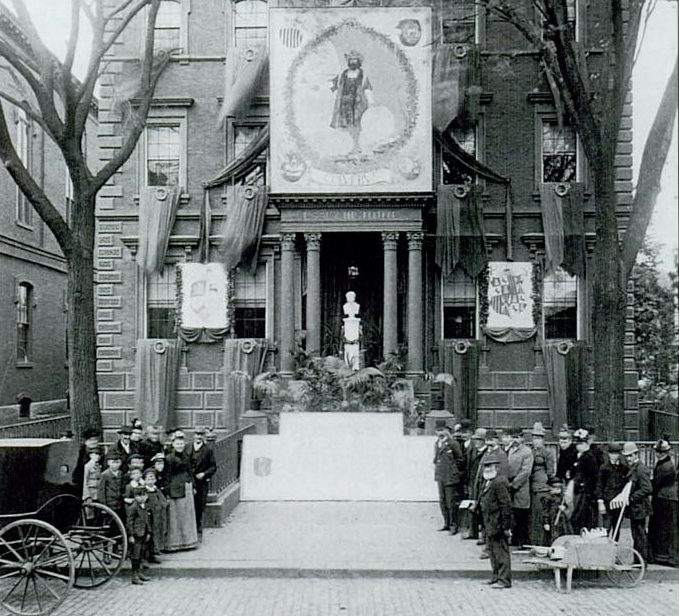
Celebración del Día de Colón en Salem, Massachusetts, en 1892.

La primera celebración del Día de Colón tuvo lugar el 12 de octubre de 1792 cuando la Orden Colombina de Nueva York, más conocida como Tammany Hall, realizó un evento para conmemorar el 300 aniversario del histórico desembarco.
Los inmigrantes italianos organizaron celebraciones del 12 de octubre en Nueva York en 1866 y en San Francisco en 1869.
En 1892, durante la Celebración del IV Centenario del Descubrimiento de América, el presidente Benjamin Harrison emitió una proclamación alentando a los estadounidenses a conmemorar el 12 de octubre con festividades patrióticas. Maestros, predicadores, poetas y políticos llevaron a cabo rituales para enseñar los ideales del patriotismo. Estos rituales trataron temas como los límites de la ciudadanía, la importancia de la lealtad a la nación y la celebración del progreso social, incluido entre ellos el Juramento a la Bandera de Francis Bellamy.
El día se consagró por primera vez como un feriado legal en los Estados Unidos a través del lobby de Angelo Noce, un estadounidense de primera generación, en la ciudad de Denver. El primer feriado estatal de esta fecha fue proclamado por el gobernador de Colorado, Jesse F. McDonald, en 1905, y se convirtió en feriado legal en 1907.
En 1934, como resultado del lobby de los Caballeros de Colón y del líder italiano de la ciudad de Nueva York Generoso Pope, el Congreso aprobó un estatuto que decía: "Se solicita al presidente que emita una proclamación cada año (1) designando el 12 de octubre como el Día de Colón; (2) pidiendo a los funcionarios del Gobierno de los Estados Unidos que exhiban la bandera de los Estados Unidos en todos los edificios gubernamentales el Día de Colón; e (3) invitando al pueblo de los Estados Unidos a observar el Día de Colón en las escuelas e iglesias, u otros lugares adecuados, con ceremonias apropiadas que expresen el sentimiento público acorde con el aniversario del descubrimiento de América". El presidente Franklin Delano Roosevelt respondió haciendo tal proclamación en 1937. Esta proclamación no condujo al feriado federal moderno; era similar al cumpleaños de Thomas Jefferson y el Día de la Madre Gold Star. Más tarde, en 1942, Roosevelt hizo que se anunciara la eliminación de la designación de los italoestadounidenses como "extranjeros enemigos" el Día de Colón junto con un plan para ofrecer la ciudadanía a 200.000 italianos ancianos que vivían en los Estados Unidos y que no habían podido adquirir la ciudadanía debido al requisito de alfabetización.
En 1966, Mariano A. Lucca, de Búfalo, Estado de Nueva York, fundó el Comité Nacional del Día de Colón, que presionó para convertirlo en un feriado federal. Estos esfuerzos tuvieron éxito y la legislación para instituirlo como un feriado federal fue firmada por el presidente Lyndon B. Johnson el 28 de junio de 1968. Esta legislación entraría en vigor a partir de 1971.
Desde 1971 (11 de octubre), el feriado se ha observado el segundo lunes de octubre, coincidiendo con el Día de Acción de Gracias en Canadá desde 1957. En general, hoy en día lo observan los bancos, el mercado de bonos, el Servicio Postal de los EE. UU., otras agencias federales, la mayoría de las oficinas gubernamentales estatales, muchas empresas y la mayoría de los distritos escolares. Algunas empresas y algunas bolsas de valores permanecen abiertas, y algunos estados y municipios se abstienen de observar el feriado. La fecha tradicional de la festividad también se une al aniversario de la Armada de los Estados Unidos (fundada el 13 de octubre de 1775), por lo que ambas ocasiones son habitualmente observadas por la Marina y el Cuerpo de Marines de los Estados Unidos con un período de libertad de 72 o 96 horas.